# فرانچسکو دی نونزیو
فرانچسکو دی نونزیو (انگلیسی: Francesco Di Nunzio؛ زادهٔ ۸ نوامبر ۱۹۸۵) بازیکن فوتبال اهل ایتالیا است.
از باشگاه‌هایی که در آن بازی کرده‌است می‌توان به باشگاه فوتبال یووه استابیا و باشگاه فوتبال سورنتو کالچو اشاره کرد.